# Grêmio Esportivo Juventus
Maillots
Dernière mise à jour : 9 février 2021.
Le Grêmio Esportivo Juventus, plus couramment abrégé en Juventus de Jaraguá, est un club brésilien de football fondé en 1966 et basé à Jaraguá do Sul dans l'État de Santa Catarina.

## Palmarès
| Compétitions nationales                                          |
| ---------------------------------------------------------------- |
| - Championnat de l'État de Santa Catarina D2 : - Champion : 2004 |

## Personnalités du club

### Présidents du club
| - Cristiano Hummenhuk - Ildo Domingos Vargas | - Jerry Back Luft - Sérgio Luiz Meldola |

### Entraîneurs du club
| - Edson Belmonte (? - février 2010) - José Esdras Costa (février 2010 - ?) - Eduardo Clara (avril 2016 - ?) - Eduardo Rodrigues (? - août 2017) | - Eduardo Clara (mars 2018 - juillet 2018) - Celso Rodrigues (juillet 2018 - ) - Jorginho - Luiz Roberto Magalhães |